# Modello di Ising

Modello di Ising bidimensionale rappresentato come un reticolo di spin interagenti.

Il modello di Ising (dal nome del fisico Ernst Ising che lo ha ideato) è un modello fisico-matematico studiato in meccanica statistica. Inizialmente è stato ideato per descrivere il magnetismo nella materia, in particolare la transizione dal ferromagnetismo a paramagnetismo   quando la temperatura cresce al di sopra della temperatura Curie. Il modello di Ising considera variabili discrete (con valori possibili pari a 1 o -1) chiamate spin. Gli spin interagiscono in coppie tramite interazioni che sono in genere limitate ai primi vicini. Il ferromagnetismo deriva quindi dal prevalere dell'allineamento degli spin a causa del termine di interazione, mentre il paramagnetismo è dovuto al prevalere delle fluttuazioni termiche. Considerate le ipotesi molto generali sulle interazioni,  tale modello rappresenta il paradigma per la descrizione di fenomeni collettivi in numerosi ambiti (es. dinamica delle opinioni, econofisica), costituendo quindi un'importante classe di universalità.

## Definizione
Il modello di Ising è definito su un insieme discreto di variabili, libere di assumere i valori +1 o −1, che costituiscono i nodi di un reticolo. Possiamo immaginare ciascun nodo come un "atomo" il cui momento magnetico elementare o "spin" può allinearsi in due direzioni, su (+1) o giù (-1). 
I nodi {\displaystyle S_{i}} interagiscono a coppie: l'energia ha un dato valore quando i due nodi di una coppia sono uguali e un altro quando sono diversi.

## Energia e possibili modelli
L'energia del reticolo di Ising è definita come:
{\displaystyle E=-\sum _{ij}J_{ij}S_{i}S_{j}-B\sum _{i}S_{i}}
dove la somma conta ogni coppia di nodi una sola volta.
Notiamo che il prodotto dei nodi è +1 se i due spin sono uguali (allineati), o −1 se sono diversi (anti-allineati). Il parametro J risulta pari a metà della differenza in energia tra i due casi. L'interazione magnetica tende ad allineare tutti gli atomi in una certa direzione, mentre il rumore termico tende a perturbare l'ordine.
Il vettore di spin è in generale un vettore tridimensionale, di modulo fissato. Se viene trattato come tale nel modello di Ising, questo è detto modello di Heisenberg. In talune situazioni può però accadere, per la precisa conformazione del reticolo cristallino del materiale, che tutti i vettori siano orientati in un medesimo piano, in modo da poter definire il modello XY.

Se invece tutti i vettori sono orientati in una particolare direzione in tal caso si arriva a definire il modello di Ising.

## Proprietà di base e storia
Il modello di Ising più studiato è definito su di un reticolo, denominato comunemente Λ, d dimensionale ferromagnetico invariante per traslazioni in assenza di campi esterni, cioè Λ = Zd, Jij = 1, B = 0.
Ising risolse il modello nel caso monodimensionale nella sua tesi di PhD nel 1924. In una dimensione, questo modello non ammette transizioni di fase. Questo significa che per ogni valore positivo β (dove β=(kB T)-1), il correlatore connesso <σiσj> decade esponenzialmente rispetto a |i−j|:
{\displaystyle \langle \sigma _{i}\sigma _{j}\rangle _{\beta }\leq C\exp(-c(\beta )|i-j|),}
e quindi il sistema è disordinato. Sulla base di questo risultato, Ising incorrettamente concluse che questo modello non ha alcuna transizione di fase in qualsiasi arbitraria dimensione.
Il modello di Ising è caratterizzato da una transizione di fase tra una fase ordinata e una fase disordinata in due o più dimensioni. Questo significa che il sistema è disordinato per piccoli β, mentre per grandi β il sistema esibisce un ordine ferromagnetico:
{\displaystyle \langle \sigma _{i}\sigma _{j}\rangle _{\beta }\geq c(\beta )>0.}
Questo fu provato per la prima volta da Rudolph Peierls nel 1933, usando quello che ora è noto come argomento di Peierls.
Il modello di Ising in due dimensioni definito su un reticolo quadrato senza campi esterni magnetici fu risolto analiticamente da Onsager (1944). Onsager mostrò che le funzioni di correlazione e l'energia libera di un modello di Ising sono determinate da un fermione non interagente. Onsager annunciò la formula per la magnetizzazione spontanea per il modello bidimensionale nel 1949 ma non allegò la sua derivazione. Yang (1952) diede la prima dimostrazione pubblicata della formula, usando una formula limite per i determinanti di Fredholm, provata nel 1951 da Szegő in diretta risposta agli studi di Onsager.

## Proprietà e transizioni di fase
L'energia del sistema (o meglio la sua hamiltoniana) resta immutata per lo scambio contemporaneo di tutti gli {\displaystyle S_{i}} in {\displaystyle -S_{i}}; questa simmetria discreta viene detta simmetria di parità o {\displaystyle Z_{2}}. Vista la presenza di questa simmetria, in assenza di campo magnetico in un qualsiasi modello di Ising con un numero finito di dimensioni la magnetizzazione è sempre nulla.

## Andamento Critico

### Caso monodimensionale
L'energia di un modello di Ising ferromagnetico monodimensionale è:
{\displaystyle -\sum _{i}S_{i}S_{i+1}\,.}
dove {\displaystyle i} va da {\displaystyle 0} a {\displaystyle L}, la lunghezza della linea. L'energia dello stato meno energetico è {\displaystyle -L}, quando tutti gli spin sono uguali. Per qualsiasi altra configurazione, l'energia extra è uguale al numero di cambiamenti di segno che occorrono quando si scorre la configurazione da sinistra a destra.
Se chiamiamo il numero di cambiamenti di segno in una configurazione come {\displaystyle k}, la differenza in energia dal livello di energia più bassa è {\displaystyle 2k}. Dal momento che l'energia è additiva rispetto al numero di cambiamenti di segno dello spin, la probabilità {\displaystyle p} di avere un cambiamento di segno in ciascuna posizione è indipendente rispetto al resto del reticolo lineare. Il rapporto della probabilità di trovare un cambiamento di segno sulla probabilità di non trovarlo è proporzionale al fattore di Boltzmann:
{\displaystyle {p \over 1-p}=e^{-2\beta }\,.}
Il problema è così ridotto al lancio pesato di una moneta. Questo essenzialmente conclude la descrizione matematica.
Dalla descrizione in termini di lanci di monete indipendenti si può comprendere la statistica del modello anche per linee molto lunghe. La linea si divide in domini in cui gli spin hanno tutti lo stesso segno. Ciascun dominio è la lunghezza media {\displaystyle \exp(2\beta )}. La lunghezza di un dominio è distribuita esponenzialmente, dal momento che c'è una probabilità costante a ciascun sito di incontrare un cambiamento di segno. Perciò il dominio non può mai diventare infinito, e quindi il sistema non potrà mai essere magnetizzato, cioè con spin tutti con lo stesso segno. Allontanandosi da un nodo qualsiasi la correlazione tra questo e i suoi vicini successivi decade di una quantità proporzionale a {\displaystyle p}, quindi la correlazione decade esponenzialmente.
{\displaystyle \langle S_{i}S_{j}\rangle \,\propto \,e^{-p|i-j|}\,.}
La funzione di partizione rappresenta il volume delle configurazioni, ciascuna configurazione pesata con il suo peso di Boltzmann. Dal momento che ciascuna configurazione è descritta da un cambiamento di spin, la funzione di partizione si fattorizza:
{\displaystyle Z=\sum _{\mathrm {configs} }e^{\sum _{k}S_{k}}=\prod _{k}(1+p)=(1+p)^{L}\,.}
Il logaritmo diviso {\displaystyle L} rappresenta la densità di energia libera:
{\displaystyle \beta f=\log(1+p)=\log \left(1+{e^{-2\beta } \over 1+e^{-2\beta }}\right)\,.}
ed è una funzione analitica dovunque tranne che in {\displaystyle \beta =\infty }. Dato che tutte le transizioni di fase sono localizzate nei punti di non analiticità dell'energia libera, allora il modello monodimensionale non ha alcuna transizione di fase.

## Applicazioni

### Vetri di spin
I modelli chiamati usualmente "vetri di spin" possono essere descritti in termini analoghi a quelli dei modelli di Ising, dove però l'interazione {\displaystyle J_{ij}} fra gli spin i e j del reticolo è presa dal campionamento di una distribuzione casuale:
{\displaystyle S=\sum _{ij}J_{ij}S_{i}S_{j}}
Un esempio classico di distribuzione per i vetri di spin è quella che sceglie con probabilità {\displaystyle p} un accoppiamento antiferromagnetico fra i siti e con probabilità {\displaystyle 1-p} quello ferromagnetico. Quando {\displaystyle p} è uguale a zero, sono scelti unicamente collegamenti ferromagnetici e la teoria si riduce all'usuale modello di Ising. Quando invece {\displaystyle p\neq 0} emergono delle proprietà differenti dal modello di Ising che hanno attratto negli ultimi anni l'interesse interdisciplinare verso questo tipo di teorie.